# Masarykovo náměstí (Pardubice)
Masarykovo náměstí (původně náměstí Budovatelů) je náměstí na Zeleném Předměstí, v Pardubicích I. Jeho počátek je v 50. letech 20. století, kdy se uvažovalo, že se stane centrálním pardubickým náměstím.
Masarykovo náměstí protíná severojižní 4 proudová komunikace (silnice II/324), která vede od mostu přes řeku Labe - most Pavla Wonky. V opačném směru vede tato komunikace do jižní části města a poté dále na okresní město Chrudim. Zmíněná komunikace byla vybudována na počátku 60. let při bourání jezdeckých kasáren. Tato silnice je zatím stále jedna z páteřních v Pardubicích, neboť spojuje 2 důležité pardubické křižovatky, konkrétně křižovatku u zimního stadionu s křižovatkou u Domu služeb. 
Masarykovo náměstí bylo ukázkou nově vybudovaného náměstí ve stylu architektury 60. let. Následně se však vzhled tohoto náměstí narušil přestavbou budovy Unichemu na přelomu tisíciletí, kdy byla budova Unichemu zcela zničena, respektive přestavěna po prodeji. O 6 let později začala na Masarykově náměstí stavba velkého nákupního centra, čímž fakticky došlo ke zničení (zakrytí) náměstí a vznikla jen pouhá městská třída.

## Křížení silnic
Na křižovatce u zimního stadionu se kříží silnice:
- ze Sukovy třídy, (ze směru od Krajského úřadu a ze sídliště Karlovina)
- z části Polabiny - silnice II/324
- ze sídliště Závodu Míru
- z Masarykova náměstí - silnice II/324

Na křižovatce u Domu služeb se kříží silnice:
- od hlavního nádraží ČD a nádraží ČSAD (třída Palackého),
- ze směru na jih města a dále na Chrudim (ulice 17. listopadu) - silnice II/324
- z třídy Míru
- z Masarykova náměstí - silnice II/324

## Historie

### Výstavba a stav do roku 1989

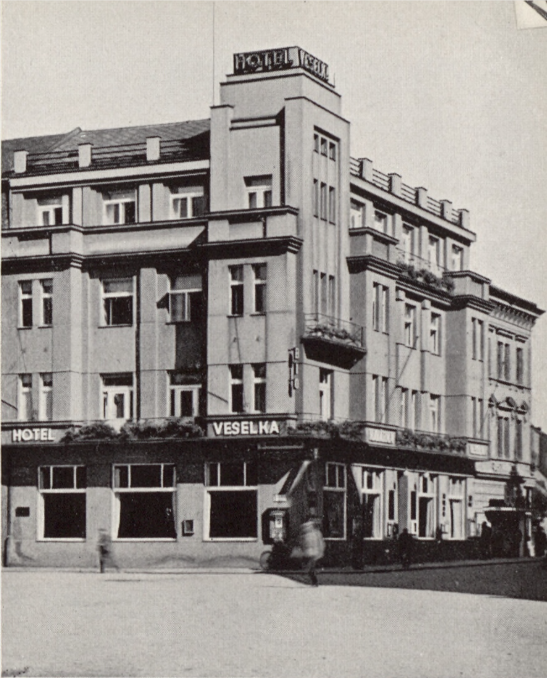
Hotel Veselka (1936)

Na Masarykově náměstí (v prostoru, kde dnes stojí budovy obchodního domu, hotelu, polikliniky a nákupního centra) byla původně vojenská jezdecká kasárna. Ta byla na konci 50. let zrušena a v roce 1959 se začalo s její demolicí. V 60. letech bylo na východ od silnice II/324 postaveno několik reprezentativních administrativních budov. Konkrétně budovy národních podniků Průmstav a Pozemní stavby. V roce 1967 k těmto budovám přibyla ještě moderní budova Generálního ředitelství ZPCH (později UNICHEM), u které bylo na obvodovém plášti, namísto klasické omítky, použito tehdy nové a velmi moderní řešení – obložení z tzv. „boletických panelů“ modré barvy, dnes známé například z budov Ústavu makromolekulární chemie na Praze 6, které jsou od roku 2000 kulturní památkou, ale i řady jiných budov ze 70. let 20. století. Budova Unichemu byla navíc ještě mimořádná tím, že uvnitř budovy byl jako jediný v Pardubicích instalován oběžný výtah, tzv. páternoster. Všechny tyto budovy na tehdejším náměstí Budovatelů byly v době svého vzniku velmi moderní a patřily k chloubě Pardubic.
Na jihovýchodní straně náměstí, u křižovatky u Domu služeb, stál známý pardubický hotel Veselka, který zasahoval i do třídy Míru. Tento hotel byl však v roce 1972 odstřelen.
V roce 1974 byl postaven na západní straně Masarykova náměstí na rohu ulice K Polabinám a třídy Palackého obchodní dům Prior, který je dnes architektonicky ceněný a památkově hodnotný.
V dobách po dokončení administrativních budov i obchodního domu byla na tehdejším náměstí Budovatelů vzhledná parková úprava, udržovaný trávník, záhony tulipánů i nově zasázené stromy, a to zejména v parku před obchodním domem, kde byly také umístěny lavičky a další drobný inventář. V 80. letech však tato parková úprava postupně slábla a v 90. letech byla parková úprava značně omezena. To mělo za následek, že zcela zmizely živé květiny. Rovněž došlo k zanedbávání údržby trávníku, a tak byly na některých místech vybudovány asfaltové plochy. Na tyto asfaltové plochy se v následujících letech ještě umisťovaly malé stánky. Vybudované asfaltové plochy se však v 90. letech staly opět málo udržovanými veřejnými prostory.
V roce 1985 byla na severu náměstí dokončena jedna z dominant Pardubic – telekomunikační vysílací věž, která měří i s ocelovým anténním nástavcem přes 100 metrů.
V těsné blízkosti věže TKB byla v roce 1989 dokončena a předána do provozu nová budova telefonní ústředny. Obě stavby (věž i ústředna) jsou dnes architektonicky ceněné a památkově hodnotné.
V roce 1985 byl nad silnicí k nádraží ČSAD (ulice Palackého), mezi obchodním domem Prior a protější obchodní pasáží v 1. patře bytového domu, vybudován nadchod. Tento nadchod byl zakončen na straně u Prioru šroubovicovou rampou beze schodů, na druhé straně vedl přímo na „balkon“ obchodní pasáže v 1. patře bytového domu. Z nadchodu vedla ještě rampová odbočka, která byla zakončena na chodníku před zmíněným bytovým domem.
V letech 1980–1985 byl postaven vedle obchodního domu Prior nejluxusnější hotel v Pardubicích – Interhotel Labe se 13 podlažími a 630 lůžky. Interhotel Labe bývá pro svůj architektonicky zajímavý stavební charakter označován za lokální památku. Jako další stavba vedle Interhotelu Labe byla stavěna od roku 1986 Centrální poliklinika, otevřená roku 1991. Prostor mezi Interhotelem Labe a Centrální poliklinikou tvořilo parkoviště pro ubytované v hotelu, dále velké parkoviště a dále volná plocha, která byla částečně zpevněná a sloužila pro různé účely. Například zde bývaly poutě, kolotoče, cirkusy, či jiné podobné akce.

### Výstavba a stav po roce 1990
Po privatizaci budova Generálního ředitelství Unichem spadala pod nový státní podnik Chema. Ten v devadesátých letech díky půjčce od IPB odkoupila společnost AIM. Kolem transakce se však objevilo několik nejasností, a následně se nahromadilo spoustu dohadů a spekulací. Poté tedy budova spadla do vlastnictví IPB Pojišťovny. V roce 2000 byla celá budova Generálního ředitelství Unichem, zcela necitlivě přebudována a z architektury původní budovy nezbylo nic. Z celé budovy zbyla pouze holá nosná konstrukce, která se upravila pro účely nové respektive upravené budovy. V rámci přebudování, se k budově mimo jiné přistavěla část, která je pro svůj často diskutovaný vzhled někdy nazývána „skleněný stan“ někdy také „skleník“. Jedná se o obrovskou šikmou prosklenou střechu. Budovu nyní vlastní a využívá ji ČSOB Pojišťovna.
Roku 2005 byly pozemky před Obchodním domem Tesco, Interhotelem Labe a před Poliklinikou Kolf prodány izraelské společnosti Afi Europe. Jeden metr čtvereční v samém centru, prodávalo město izraelské společnosti za 300 Korun českých, cca 10× méně, než činila cena obvyklá. V letech 2006–2008 byla celá volná plocha před obchodním domem (park), Interhotelem (parkoviště hotelu, parkoviště) a poliklinikou (zpevněná plocha) zabrána stavbou nového velkého obchodního centra AFI Palace Pardubice, stavěného izraelským investorem. V dubnu 2015 změnil AFI Palace Pardubice majitele. Kvůli tomu se následně přejmenoval na Atrium Palác Pardubice. V roce 2023 přešlo obchodní centrum pod nového majitele a nese název Palác Pardubice.
V roce 2008 byl nadchod z roku 1985 zbourán, kvůli stavbě obchodního centra AFI Palace. Po dokončení centra byla ve stejném místě nainstalována šikmá železná lávka. Přistup na tuto lávku je možný po schodišti, případně z 2. podlaží obchodního centra. Vyústění na druhé straně, je obdobné jako u původního nadchodu. Nová lávka však již není tak hojně užívána, jako původní nadchod, zejména kvůli přístupu na lávku po schodišti.
V letech 2007 a 2008 vyrostla v místech, kde dříve stával hotel Veselka (vedle budovy ČSOB Pojišťovny a naproti AFI Palace) nová polyfunkční budova MAGNUM. V přízemí této budovy se nachází obchody. Ve vyšších patrech poté kanceláře.

### Současnost
Těmito kroky, tedy zejména výstavbou obchodního centra AFI Palace v samém centru města, vznikla v podstatě uzavřená městská třída. Celé Masarykovo náměstí tak dnes tedy tvoří Palác a Palácem zastíněné budovy obchodního domu, hotelu a polikliniky, dále telekomunikační věž a ústředna na jedné straně silnice a na straně druhé jsou to zmíněné administrativní budovy. Uprostřed tohoto je výše zmíněná komunikace a kolem ní chodníky se zastávkami MHD a ČSAD. Zmíněné administrativní budovy ze 60. let však již vlastní jiní majitelé než v minulosti, a tak neslouží svým původním podnikům.
Je bohužel s podivem, že žádná ze staveb na Masarykově náměstí a to ani zmíněné stavby, které kladně ohodnotil Národní památkový ústav, nejsou prozatím prohlášeny za nemovité kulturní památky a tím pádem nejsou pod ochranou státu.
V roce 2018, proběhla na 4 proudové komunikaci kompletní obnova povrchu silnice, s úpravou pro provoz trolejbusů a autobusů MHD a autobusů ČSAD. Před úpravou byla tato komunikace tvořena v krajních pruzích, které slouží jako zastávky, z dlažebních kostek. Středové pruhy byly asfaltové. Všechny pruhy však byly již v havarijním stavu (kostky na zastávkách byly značně rozestouplé, propadlé, nebo úplně chyběly). V asfaltu ve středních pruzích byly zase hluboké vyjeté koleje. Úprava spočívala v tom, že krajní pruhy, které jsou využívány jako zastávky, byla komunikace vytvořena z betonu, který by měl provozu trolejbusů a autobusů lépe odolávat. Střední pruhy pak byly vybudovány ze speciální asfaltové směsi do které jsou namíchána nanovlákna. Silnice z tohoto materiálu by měla být též odolnější.
Masarykovo náměstí, je dnes nejvytíženějším přestupním uzlem v pardubické městské hromadné dopravě, s velkou koncentrací lidí.